# Otto Laubacher
Otto Laubacher, né le 31 décembre 1943 à Schwytz, est une personnalité politique suisse membre de l'Union démocratique du centre (UDC).

## Biographie
En 2003, il est élu au Conseil national.